# Trifolium isthmocarpum
Trifolium isthmocarpum es una especie herbácea perteneciente a la familia de las fabáceas originaria de la cuenca mediterránea.  

## Descripción
Trifolium isthmocarpum es una hierba de crecimiento anual, glabra. Los tallos alcanzan un tamaño de 10-50 cm de altura, erectos o decumbentes, ramificados. Pecíolos de hasta 10 cm; folíolos de 10-30 mm, obovados, denticulados. Inflorescencias de 12-25 mm de diámetro, ovoideas o globosas, axilares, multifloras, sobre pedúnculos de hasta 12 cm, más largos que las hojas. Corola de 7-12 mm, más larga que el cáliz, rosada. Tiene un número de cromosomas de 2n = 16. Florece de febrero a julio.

## Distribución y hábitat
Se encuentra en herbazales de bordes de caminos, en zonas húmedas y montanas; tolera cierto grado de salinidad; a una altitud de 0-900 metros en la península ibérica, Córcega, Italia, Sicilia, Norte de África, Turquía y región macaronésica (Madeira).

## Taxonomía
Trifolium isthmocarpum fue descrita por Félix de Avelar Brotero y publicado en Phytographia Lusitaniae Selectior 1: 148, pl. 61 1816
Etimología
Trifolium: nombre genérico derivado del latín que significa "con tres hojas".
isthmocarpum: epíteto
Variedad aceptada
- Trifolium isthmocarpum subsp. jaminianum (Boiss.) Murb.

Sinonimia
- Trifolium isthmocarpum subsp. isthmocarpum
- Trifolium mauritanicum Ball
- Trifolium rubicundum Ball[4][5]